# Лапингачос
Лапингачос (исп. llapingachos) — блюдо эквадорской кухни, жареные оладьи из картофельного пюре, напоминающие картопляники или картофельники. Обычно их подают с сальсой де мани (salsa de maní) — арахисовым соусом. Картофельные оладьи начиняют сыром и обжаривают на раскалённой сковороде до румяной корочки.
Лапингачос подаются с запечённой или жареной свининой, авокадо, колбасой чоризо, жареным яйцом, помидорами и салатом.
В Эквадоре их иногда готовят из пюре из вареной юки (маниока) вместо картофеля. Корень юки, используемый для приготовления лапингачо, не следует путать с похожей по названию юккой, корни которой обычно несъедобны.
Это блюдо является частью культуры Эквадора и одним из символов кухни высокогорья.